# Asienspiele 2022/Rugby – Männer
Bei den Asienspielen 2022 wurde vom 24. bis 26. September 2023 ein Männer-Turnier im Siebener-Rugby ausgetragen. Austragungsort war das Hangzhou Normal University Cangqian Campus Field.
Im Finale setzte sich die Mannschaft Hongkongs mit einem -Erfolg gegen Südkorea durch. Die Mannschaft Sri Lankas spielte als Mannschaft neutraler Athleten unter der Flagge des Olympic Council of Asia.

## Modus
Das verwendete Punktesystem war wie folgt:
- 3 Punkte bei einem Sieg
- 2 Punkte bei einem Unentschieden
- 1 Punkte bei einer Niederlage

## Vorrunde

### Gruppe A
|    | Land        | Spiele | Siege | Unent. | Ndlg. | Spiel- punkte | Diff. | Tabellen- punkte |
| -- | ----------- | ------ | ----- | ------ | ----- | ------------- | ----- | ---------------- |
| 1. | Hongkong    | 2      | 2     | 0      | 0     | 83:12         | + 71  | 6                |
| 2. | Malaysia    | 2      | 1     | 0      | 1     | 31:47         | − 16  | 4                |
| 3. | Philippinen | 2      | 0     | 0      | 2     | 12:67         | − 55  | 2                |

| 24. September 2023 10:00 CST | Philippinen | 7 : 24 | Malaysia | Hangzhou Normal University Cangqian Athletics Field, Hangzhou |
| 24. September 2023 10:00 CST |             |        |          | Hangzhou Normal University Cangqian Athletics Field, Hangzhou |

| 24. September 2023 13:20 CST | Hongkong | 40 : 7 | Malaysia | Hangzhou Normal University Cangqian Athletics Field, Hangzhou |
| 24. September 2023 13:20 CST |          |        |          | Hangzhou Normal University Cangqian Athletics Field, Hangzhou |

| 24. September 2023 18:30 CST | Hongkong | 43 : 5 | Philippinen | Hangzhou Normal University Cangqian Athletics Field, Hangzhou |
| 24. September 2023 18:30 CST |          |        |             | Hangzhou Normal University Cangqian Athletics Field, Hangzhou |

### Gruppe B
|    | Land                 | Spiele | Siege | Unent. | Ndlg. | Spiel- punkte | Diff. | Tabellen- punkte |
| -- | -------------------- | ------ | ----- | ------ | ----- | ------------- | ----- | ---------------- |
| 1. | Südkorea             | 2      | 2     | 0      | 0     | 44:7          | + 37  | 6                |
| 2. | Chinesisch Taipeh    | 2      | 1     | 0      | 1     | 22:29         | − 7   | 4                |
| 3. | Unabhängige Athleten | 2      | 0     | 0      | 2     | 14:44         | − 30  | 2                |

| 24. September 2023 10:25 CST | Chinesisch Taipeh | 22 : 7 | Unabhängige Athleten | Hangzhou Normal University Cangqian Athletics Field, Hangzhou |
| 24. September 2023 10:25 CST |                   |        |                      | Hangzhou Normal University Cangqian Athletics Field, Hangzhou |

| 24. September 2023 13:45 CST | Südkorea | 22 : 0 | Chinesisch Taipeh | Hangzhou Normal University Cangqian Athletics Field, Hangzhou |
| 24. September 2023 13:45 CST |          |        |                   | Hangzhou Normal University Cangqian Athletics Field, Hangzhou |

| 24. September 2023 18:55 CST | Südkorea | 22 : 7 | Unabhängige Athleten | Hangzhou Normal University Cangqian Athletics Field, Hangzhou |
| 24. September 2023 18:55 CST |          |        |                      | Hangzhou Normal University Cangqian Athletics Field, Hangzhou |

### Gruppe C
|    | Land     | Spiele | Siege | Unent. | Ndlg. | Spiel- punkte | Diff. | Tabellen- punkte |
| -- | -------- | ------ | ----- | ------ | ----- | ------------- | ----- | ---------------- |
| 1. | Japan    | 2      | 2     | 0      | 0     | 106:7         | + 99  | 6                |
| 2. | Singapur | 2      | 1     | 0      | 1     | 29:53         | − 24  | 4                |
| 3. | Thailand | 2      | 0     | 0      | 2     | 12:87         | − 75  | 2                |

| 24. September 2023 10:50 CST | Singapur | 22 : 12 | Thailand | Hangzhou Normal University Cangqian Athletics Field, Hangzhou |
| 24. September 2023 10:50 CST |          |         |          | Hangzhou Normal University Cangqian Athletics Field, Hangzhou |

| 24. September 2023 16:00 CST | Japan | 65 : 0 | Thailand | Hangzhou Normal University Cangqian Athletics Field, Hangzhou |
| 24. September 2023 16:00 CST |       |        |          | Hangzhou Normal University Cangqian Athletics Field, Hangzhou |

| 24. September 2023 19:20 CST | Japan | 41 : 7 | Singapur | Hangzhou Normal University Cangqian Athletics Field, Hangzhou |
| 24. September 2023 19:20 CST |       |        |          | Hangzhou Normal University Cangqian Athletics Field, Hangzhou |

### Gruppe D
|    | Land                         | Spiele | Siege | Unent. | Ndlg. | Spiel- punkte | Diff. | Tabellen- punkte |
| -- | ---------------------------- | ------ | ----- | ------ | ----- | ------------- | ----- | ---------------- |
| 1. | China                        | 3      | 3     | 0      | 0     | 159:10        | + 149 | 9                |
| 2. | Vereinigte Arabische Emirate | 3      | 2     | 0      | 1     | 96:54         | + 42  | 7                |
| 3. | Afghanistan                  | 3      | 1     | 0      | 2     | 46:83         | − 37  | 5                |
| 4. | Nepal                        | 3      | 0     | 0      | 3     | 7:161         | − 154 | 3                |

| 24. September 2023 11:15 CST | China | 52 : 0 | Afghanistan | Hangzhou Normal University Cangqian Athletics Field, Hangzhou |
| 24. September 2023 11:15 CST |       |        |             | Hangzhou Normal University Cangqian Athletics Field, Hangzhou |

| 24. September 2023 11:40 CST | Vereinigte Arabische Emirate | 55 : 7 | Nepal | Hangzhou Normal University Cangqian Athletics Field, Hangzhou |
| 24. September 2023 11:40 CST |                              |        |       | Hangzhou Normal University Cangqian Athletics Field, Hangzhou |

| 24. September 2023 16:25 CST | China | 65 : 0 | Nepal | Hangzhou Normal University Cangqian Athletics Field, Hangzhou |
| 24. September 2023 16:25 CST |       |        |       | Hangzhou Normal University Cangqian Athletics Field, Hangzhou |

| 24. September 2023 16:50 CST | Vereinigte Arabische Emirate | 31 : 5 | Afghanistan | Hangzhou Normal University Cangqian Athletics Field, Hangzhou |
| 24. September 2023 16:50 CST |                              |        |             | Hangzhou Normal University Cangqian Athletics Field, Hangzhou |

| 24. September 2023 19:45 CST | Afghanistan | 41 : 0 | Nepal | Hangzhou Normal University Cangqian Athletics Field, Hangzhou |
| 24. September 2023 19:45 CST |             |        |       | Hangzhou Normal University Cangqian Athletics Field, Hangzhou |

| 24. September 2023 20:10 CST | Vereinigte Arabische Emirate | 10 : 42 | China | Hangzhou Normal University Cangqian Athletics Field, Hangzhou |
| 24. September 2023 20:10 CST |                              |         |       | Hangzhou Normal University Cangqian Athletics Field, Hangzhou |

## Platzierungsrunde 9–13
|     | Land                 | Spiele | Siege | Unent. | Ndlg. | Spiel- punkte | Diff. | Tabellen- punkte |
| --- | -------------------- | ------ | ----- | ------ | ----- | ------------- | ----- | ---------------- |
| 9.  | Philippinen          | 4      | 3     | 0      | 1     | 125:21        | + 104 | 10               |
| 10. | Unabhängige Athleten | 4      | 3     | 0      | 1     | 132:32        | + 100 | 10               |
| 11. | Thailand             | 4      | 3     | 0      | 1     | 79:57         | + 22  | 10               |
| 12. | Afghanistan          | 4      | 1     | 0      | 3     | 63:89         | − 26  | 6                |
| 13. | Nepal                | 4      | 0     | 0      | 4     | 0:200         | − 200 | 4                |

| 25. September 2023 10:00 CST | Thailand | 0 : 38 | Philippinen | Hangzhou Normal University Cangqian Athletics Field, Hangzhou |
| 25. September 2023 10:00 CST |          |        |             | Hangzhou Normal University Cangqian Athletics Field, Hangzhou |

| 25. September 2023 13:00 CST | Philippinen | 55 : 0 | Nepal | Hangzhou Normal University Cangqian Athletics Field, Hangzhou |
| 25. September 2023 13:00 CST |             |        |       | Hangzhou Normal University Cangqian Athletics Field, Hangzhou |

| 25. September 2023 13:45 CST | Unabhängige Athleten | 36 : 10 | Afghanistan | Hangzhou Normal University Cangqian Athletics Field, Hangzhou |
| 25. September 2023 13:45 CST |                      |         |             | Hangzhou Normal University Cangqian Athletics Field, Hangzhou |

| 25. September 2023 17:15 CST | Philippinen | 12 : 21 | Unabhängige Athleten | Hangzhou Normal University Cangqian Athletics Field, Hangzhou |
| 25. September 2023 17:15 CST |             |         |                      | Hangzhou Normal University Cangqian Athletics Field, Hangzhou |

| 25. September 2023 17:40 CST | Nepal | 0 : 36 | Thailand | Hangzhou Normal University Cangqian Athletics Field, Hangzhou |
| 25. September 2023 17:40 CST |       |        |          | Hangzhou Normal University Cangqian Athletics Field, Hangzhou |

| 26. September 2023 11:40 CST | Thailand | 33 : 12 | Afghanistan | Hangzhou Normal University Cangqian Athletics Field, Hangzhou |
| 26. September 2023 11:40 CST |          |         |             | Hangzhou Normal University Cangqian Athletics Field, Hangzhou |

| 26. September 2023 12:05 CST | Unabhängige Athleten | 68 : 0 | Nepal | Hangzhou Normal University Cangqian Athletics Field, Hangzhou |
| 26. September 2023 12:05 CST |                      |        |       | Hangzhou Normal University Cangqian Athletics Field, Hangzhou |

| 26. September 2023 16:00 CST | Philippinen | 20 : 0 (abgesagt) | Afghanistan | Hangzhou Normal University Cangqian Athletics Field, Hangzhou |
| 26. September 2023 16:00 CST |             |                   |             | Hangzhou Normal University Cangqian Athletics Field, Hangzhou |

| 26. September 2023 16:25 CST | Thailand | 10 : 7 | Unabhängige Athleten | Hangzhou Normal University Cangqian Athletics Field, Hangzhou |
| 26. September 2023 16:25 CST |          |        |                      | Hangzhou Normal University Cangqian Athletics Field, Hangzhou |

## Finalrunde
|  | Viertelfinale      | Viertelfinale      |                    |                    | Halbfinale         | Halbfinale |  |  | Finale             | Finale             |
|  |                    |                    |                    |                    |                    |            |  |  |                    |                    |
|  | 25. September 2023 |                    |                    |                    |                    |            |  |  |                    |                    |
|  | Hongkong           | 42                 |                    |                    |                    |            |  |  |                    |                    |
|  | Hongkong           | 42                 | 26. September 2023 |                    |                    |            |  |  |                    |                    |
|  | Chinesisch Taipeh  | 5                  |                    |                    |                    |            |  |  |                    |                    |
|  | Chinesisch Taipeh  | 5                  | Hongkong           | 12                 |                    |            |  |  |                    |                    |
|  |                    |                    | Hongkong           | 12                 |                    |            |  |  |                    |                    |
|  |                    | Japan              | 7                  |                    |                    |            |  |  |                    |                    |
|  | Südkorea           | Japan              | 7                  | 26                 |                    |            |  |  |                    |                    |
|  | Südkorea           |                    |                    | 26                 |                    |            |  |  |                    |                    |
|  | Malaysia           | 5                  |                    | 26. September 2023 | 26. September 2023 |            |  |  |                    |                    |
|  | 25. September 2023 | 25. September 2023 | Hongkong           | 14                 |                    |            |  |  |                    |                    |
|  | 25. September 2023 | 25. September 2023 |                    | Südkorea           | 7                  |            |  |  |                    |                    |
|  | Japan              | 28                 |                    |                    |                    |            |  |  |                    |                    |
|  | Ver. Arab. Emirate | 14                 |                    |                    |                    |            |  |  |                    |                    |
|  | Ver. Arab. Emirate | 14                 | Südkorea           | 36                 |                    |            |  |  |                    |                    |
|  |                    |                    | Südkorea           | 36                 | Spiel um Platz 3   |            |  |  |                    |                    |
|  |                    | China              | 7                  |                    |                    |            |  |  |                    |                    |
|  | China              | China              | 7                  | 36                 | Japan              | 21         |  |  |                    |                    |
|  | China              | 26. September 2023 |                    | 36                 | Japan              | 21         |  |  |                    |                    |
|  | Singapur           | 17                 |                    | China              | 19                 |            |  |  |                    |                    |
|  | Singapur           | 17                 |                    |                    | 19                 |            |  |  |                    |                    |
|  | 25. September 2023 | 25. September 2023 |                    |                    |                    |            |  |  | 26. September 2023 | 26. September 2023 |

|  | Plätze 5–8         | Plätze 5–8         |                    |    | Spiel um Platz 5   | Spiel um Platz 5   |
|  |                    |                    |                    |    |                    |                    |
|  | Chinesisch Taipeh  | 0                  |                    |    |                    |                    |
|  | Ver. Arab. Emirate | 42                 |                    |    |                    |                    |
|  | 26. September 2023 |                    |                    |    |                    |                    |
|  |                    |                    | 26. September 2023 |    |                    |                    |
|  | Ver. Arab. Emirate | 28                 |                    |    |                    |                    |
|  |                    | Malaysia           | 14                 |    |                    |                    |
|  |                    |                    |                    |    |                    |                    |
|  | Spiel um Platz 7   |                    |                    |    |                    |                    |
|  | 26. September 2023 | 26. September 2023 | Chinesisch Taipeh  | 12 |                    |                    |
|  | Malaysia           | 33                 | Singapur           | 19 |                    |                    |
|  | Singapur           | 7                  |                    |    | 26. September 2023 | 26. September 2023 |

### Viertelfinale
| 25. September 2023 12:05 CST | Hongkong | 42 : 5 | Chinesisch Taipeh | Hangzhou Normal University Cangqian Athletics Field, Hangzhou |
| 25. September 2023 12:05 CST |          |        |                   | Hangzhou Normal University Cangqian Athletics Field, Hangzhou |

| 25. September 2023 12:30 CST | Südkorea | 26 : 5 | Malaysia | Hangzhou Normal University Cangqian Athletics Field, Hangzhou |
| 25. September 2023 12:30 CST |          |        |          | Hangzhou Normal University Cangqian Athletics Field, Hangzhou |

| 25. September 2023 12:55 CST | Japan | 28 : 14 | Vereinigte Arabische Emirate | Hangzhou Normal University Cangqian Athletics Field, Hangzhou |
| 25. September 2023 12:55 CST |       |         |                              | Hangzhou Normal University Cangqian Athletics Field, Hangzhou |

| 25. September 2023 13:20 CST | China | 36 : 17 | Singapur | Hangzhou Normal University Cangqian Athletics Field, Hangzhou |
| 25. September 2023 13:20 CST |       |         |          | Hangzhou Normal University Cangqian Athletics Field, Hangzhou |

### Plätze 5–8
| 26. September 2023 10:50 CST | Chinesisch Taipeh | 0 : 42 | Vereinigte Arabische Emirate | Hangzhou Normal University Cangqian Athletics Field, Hangzhou |
| 26. September 2023 10:50 CST |                   |        |                              | Hangzhou Normal University Cangqian Athletics Field, Hangzhou |

| 26. September 2023 11:15 CST | Malaysia | 33 : 7 | Singapur | Hangzhou Normal University Cangqian Athletics Field, Hangzhou |
| 26. September 2023 11:15 CST |          |        |          | Hangzhou Normal University Cangqian Athletics Field, Hangzhou |

### Halbfinale
| 26. September 2023 11:40 CST | Hongkong | 12 : 7 | Japan | Hangzhou Normal University Cangqian Athletics Field, Hangzhou |
| 26. September 2023 11:40 CST |          |        |       | Hangzhou Normal University Cangqian Athletics Field, Hangzhou |

| 26. September 2023 12:05 CST | Südkorea | 36 : 7 | China | Hangzhou Normal University Cangqian Athletics Field, Hangzhou |
| 26. September 2023 12:05 CST |          |        |       | Hangzhou Normal University Cangqian Athletics Field, Hangzhou |

### Spiel um Platz 7
| 26. September 2023 12:55 CST | Chinesisch Taipeh | 12 : 19 | Singapur | Hangzhou Normal University Cangqian Athletics Field, Hangzhou |
| 26. September 2023 12:55 CST |                   |         |          | Hangzhou Normal University Cangqian Athletics Field, Hangzhou |

### Spiel um Platz 5
| 26. September 2023 13:20 CST | Vereinigte Arabische Emirate | 28 : 14 | Malaysia | Hangzhou Normal University Cangqian Athletics Field, Hangzhou |
| 26. September 2023 13:20 CST |                              |         |          | Hangzhou Normal University Cangqian Athletics Field, Hangzhou |

### Spiel um Platz 3
| 26. September 2023 16:25 CST | Japan | 21 : 19 | China | Hangzhou Normal University Cangqian Athletics Field, Hangzhou |
| 26. September 2023 16:25 CST |       |         |       | Hangzhou Normal University Cangqian Athletics Field, Hangzhou |

### Finale
| 26. September 2023 17:15 CST | Hongkong | 14 : 7 | Südkorea | Hangzhou Normal University Cangqian Athletics Field, Hangzhou |
| 26. September 2023 17:15 CST |          |        |          | Hangzhou Normal University Cangqian Athletics Field, Hangzhou |

## Abschlussplatzierungen
| Rang | Mannschaft                   |
| 01.  | Hongkong                     |
| 02.  | Südkorea                     |
| 03.  | Japan                        |
| 04.  | China                        |
| 05.  | Vereinigte Arabische Emirate |
| 06.  | Malaysia                     |
| 07.  | Singapur                     |
| 08.  | Chinesisch Taipeh            |
| 09.  | Philippinen                  |
| 10.  | Unabhängige Athleten         |
| 11.  | Thailand                     |
| 12.  | Afghanistan                  |
| 13.  | Nepal                        |